# Destry (1954)
Destry (Brasil: Antro da Perdição ) é um filme estadunidense de 1954 do gênero faroeste, dirigido por George Marshall e estrelado por Audie Murphy e Mari Blanchard.